# Prealpi Giulie Settentrionali
Le Prealpi Giulie Settentrionali (dette anche Catena Plauris-Musi-Chiampon) sono un gruppo montuoso delle Prealpi Giulie, situate in Friuli-Venezia Giulia (provincia di Udine) ed in Slovenia (Goriziano): costituiscono la parte nord-occidentale delle Prealpi Giulie e raggiungono la massima elevazione con il Monte Plauris (1.958 m).

## Classificazione
Secondo la SOIUSA le Prealpi Giulie Settentrionali sono un supergruppo alpino con la seguente classificazione:
- Grande parte = Alpi Orientali
- Grande settore = Alpi Sud-orientali
- Sezione = Alpi e Prealpi Giulie
- Sottosezione = Prealpi Giulie
- Supergruppo = Prealpi Giulie Settentrionali
- Codice = II/C-34.II-A

## Delimitazioni
Ruotando in senso orario i limiti geografici sono: Sella Carnizza, torrente Uccea, fiume Isonzo, Sella di Caporetto, torrente Natisone, Sella di Tiulac, torrente Cornappo, Pianura friulana, fiume Tagliamento, Canal del Ferro, Val Resia, Sella Carnizza.

## Suddivisione
Secondo la SOIUSA le Prealpi Giulie Settentrionali sono ulteriormente suddivise in due gruppi:
- Gruppo Plauris-Musi (A.1)
- Gruppo Chiampon-Stol (A.2)

## Vette
Alcune delle vette principali delle Prealpi Giulie Settentrionali sono:
- Monte Plauris - 1.958 m
- Monte Lavara - 1.906 m
- Cima Musi (Monti Musi) - 1.878 m
- Monte Cadin (Monti Musi) - 1.818 m
- Monte Zaiavor (Monti Musi) - 1.816 m
- Cima Cervada - 1.781 m
- Monte Guarda - 1.720 m
- Monte Chiampon - 1.709 m
- Monte Stol - 1.673 m
- Punta di Lausciovizza - 1.625 m
- Gran Monte - 1.540 m
- Monte Sorochiplas - 1.084 m